# 烏魯梅阿河

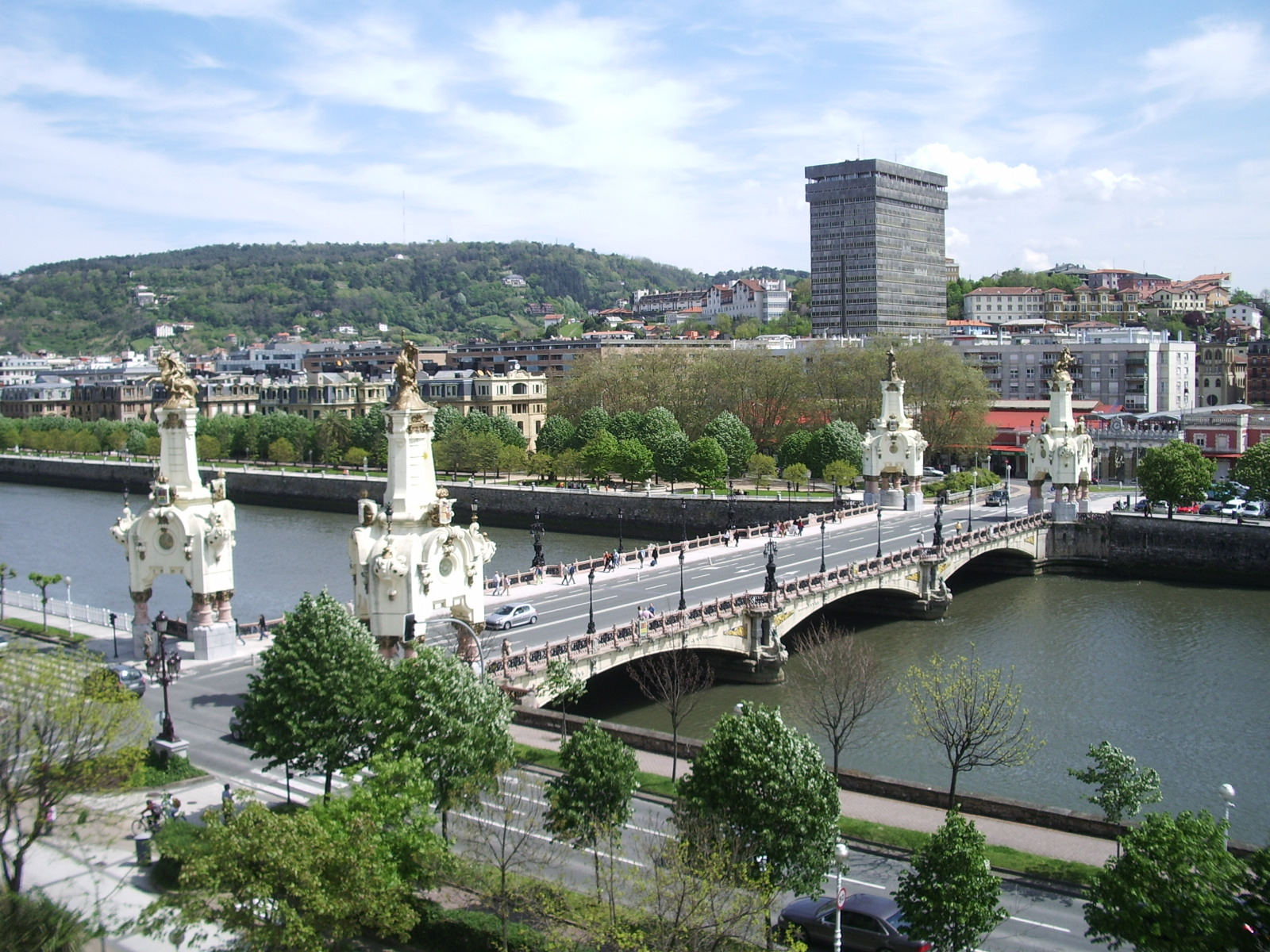
烏魯梅阿河

烏魯梅阿河（西班牙語：Río Urumea）是西班牙的河流，位於伊比利亞半島北部，發源自巴斯克山脈，最終注入比斯開灣，河道全長59公里，流域面積279平方公里，平均流量每秒13.63立方米。
43°19′34″N 1°58′56″W / 43.32611°N 1.98222°W